# Arfakbessenpikker
De Arfakbessenpikker (Melanocharis arfakiana) is een zangvogel uit de familie Melanocharitidae.

## Verspreiding en leefgebied
Deze endemische soort van Nieuw-Guinea komt versnipperd voor aan de voet van de bergen in het midden en oosten van het eiland.

## Status
Er is maar weinig over deze vogel bekend. Vooralsnog zijn er geen aanwijzingen dat deze soort in zijn voortbestaan wordt bedreigd. Op de Rode lijst van de IUCN  heeft deze soort daarom de status niet bedreigd.